# Vlinderhaften
Vlinderhaften, ook wel bastaardlibellen of libelgaasvliegen (Ascalaphidae) zijn een familie van insecten uit de orde netvleugeligen (Neuroptera). Er zijn ongeveer 430 soorten bekend, verdeeld in drie onderfamilies.
Vlinderhaften worden in vergelijking met andere vliegende insecten vrij groot en hebben lange vleugels waarmee ze snel kunnen vliegen. Tropische soorten lijken vaak op libellen vanwege de smalle en transparante vleugels. Deze zijn bij sommige soorten driehoekig van vorm en hebben gekleurde vlakken zodat de haften aan vlinders doen denken. Veel Europese soorten hebben dergelijke bonte kleuren en worden hier beschouwd als de mooiste netvleugelige insecten.
Vlinderhaften leven in warme gebieden en zijn als volwassen insect alleen actief in de zomer. De larven en de volwassen exemplaren zijn carnivoor en jagen op andere insecten. De volwassen dieren zijn goede vliegers die hun prooien in de lucht vangen en opeten. Ze worden beschouwd als nuttige insecten omdat ze veel planteneters opruimen. Vlinderhaften zijn in Europa aangetroffen tot in delen van zuidelijk Duitsland, ze komen niet voor in België en Nederland.

## Naamgeving
Vlinderhaften hebben een verwarrende naam: ze behoren niet tot de vlinders en eveneens niet tot de haften, en zijn daar ook helemaal niet aan verwant. Ook de Nederlandstalige namen libelgaasvliegen en bastaardlibellen worden wel gebruikt, maar ook de libellen zijn niet direct verwant. Vlinderhaften behoren net zoals de gaasvliegen en mierenleeuwen tot de netvleugeligen (Neuroptera).
Van alle voornoemde groepen zijn vlinderhaften eenvoudig te onderscheiden door naar de antennes te kijken; deze zijn relatief zeer lang en dun en eindigen altijd in een knots. Mannetjes zijn van de vrouwtjes te onderscheiden door twee verlengde achterlijfsaanhangsels of cerci.
Ook in de Duitse taal wordt de naam vlinderhaften gebruikt; schmetterlingshafte. In andere talen staan de vlinderhaften onder verschillende namen bekend. In de Engelse taal worden ze aangeduid met 'owl flies', dat uil-vliegen betekent. In het Zweeds wordt de naam 'Fjärilsländor' gebruikt, dat vlinder-libellen betekent.

## Verspreiding en habitat

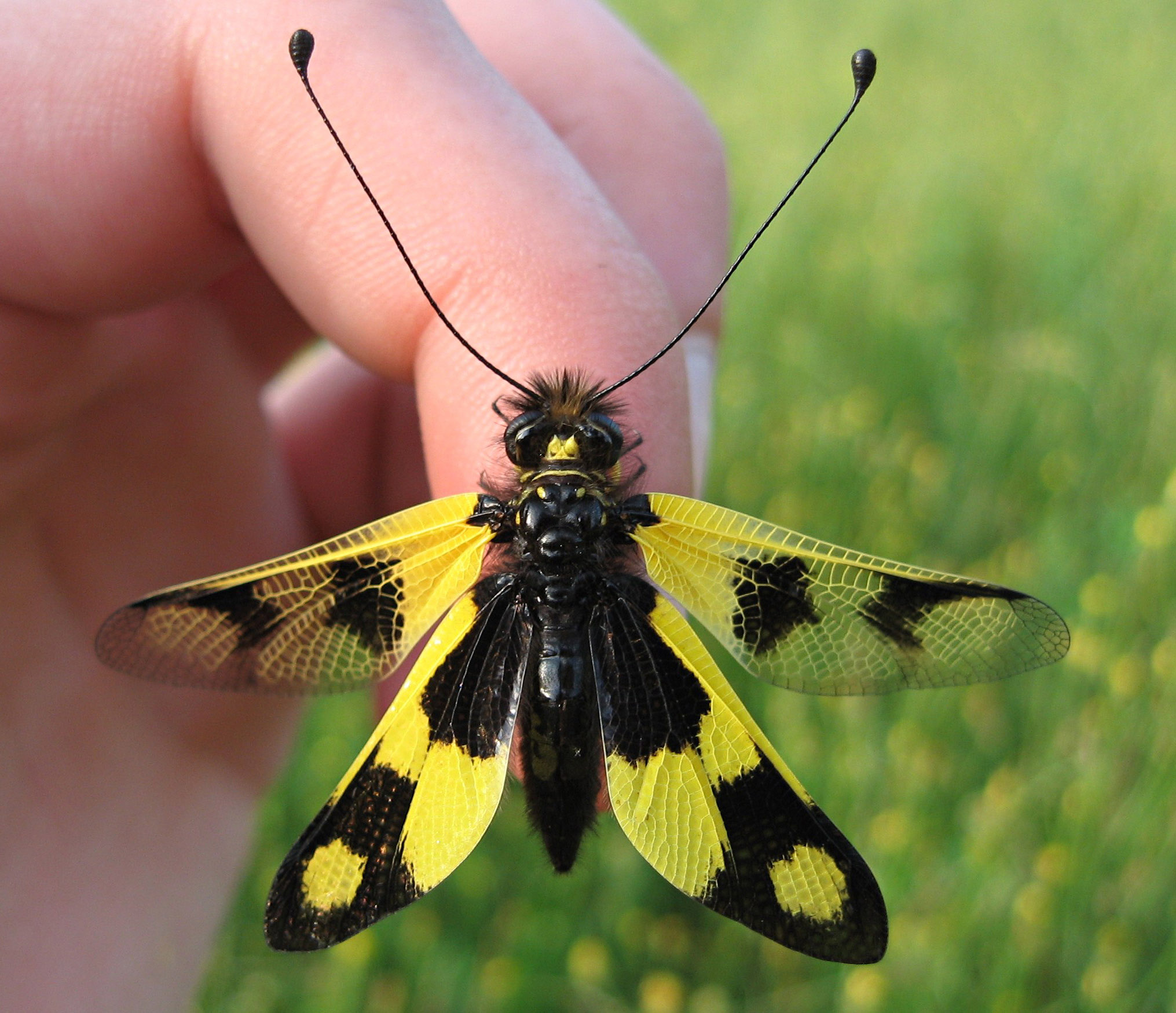
Europese soorten hebben vaak bonte kleuren, afgebeeld is Libelloides macaronius.

De meeste soorten leven in tropische gebieden. Vlinderhaften zijn sterk warmteminnend, ze zijn alleen te zien gedurende de zomer. In veel noordelijk gelegen werelddelen komen ze alleen zuidelijk voor, zoals in Noord-Amerika. Ook in Europa komen vlinderhaften vooral voor in het zuiden rond het Middellandse Zeegebied. In Europa komen sommige soorten voor tot in zuidelijk Duitsland. Van de gewone vlinderhaft (Libelloides coccajus) zijn geïsoleerde populaties rond de Franse stad Parijs bekend. In België en Nederland komen geen soorten voor.
In sommige landen is het onduidelijk of vlinderhaften voorkomen. Van de gewone vlinderhaft bijvoorbeeld zijn in het verleden waarnemingen uit Slowakije bekend, maar het is onwaarschijnlijk dat de soort hier tegenwoordig nog voorkomt. Ook in Polen zijn vroeger wel vlinderhaften beschreven maar tegenwoordig komen zij hier niet meer voor.
Wereldwijd leven er ongeveer 430 bekende soorten, die soms alleen in een bepaald gebied voorkomen. In Australië komen ongeveer 40 soorten voor.
Vlinderhaften leven in warme, begroeide gebieden en komen vooral voor in bossen en in graslanden. De soort Libelloides longicornis is sterk warmteminnend. Enkele soorten prefereren andere biotopen, zoals Libelloides coccajus, die een voorkeur heeft voor stenige berghellingen.

## Uiterlijke kenmerken

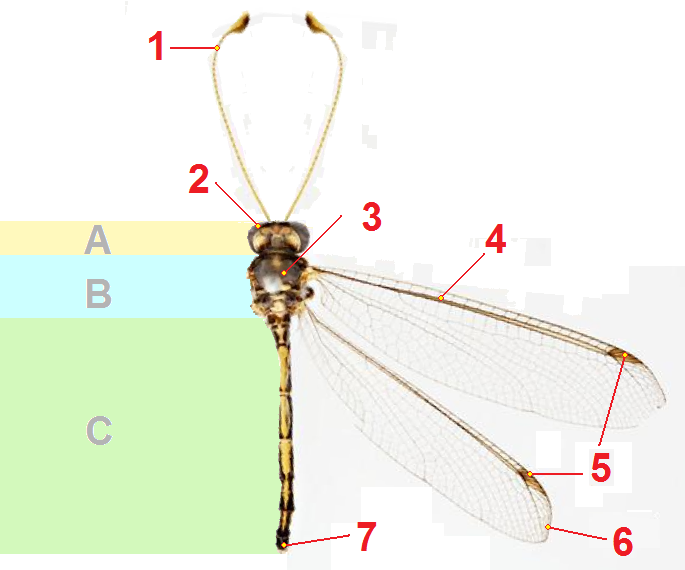
Belangrijkste lichaamsdelen van een vlinderhaft, afgebeeld is de soort Suhpalacsa barrowensis.
----

Vlinderhaften kunnen relatief groot worden, het lichaam bereikt vaak een lengte van ongeveer 40 millimeter. De voorvleugellengte loopt uiteen van ongeveer 15 tot 60 millimeter.
Het lichaam van een vlinderhaft bestaat uit drie delen, die in tegenstelling tot andere insectengroepen makkelijk te onderscheiden zijn. De kop is altijd sterk behaard en draagt twee duidelijke antennes. Het borststuk draagt de poten en vleugels, en het achterlijf is het grootst.

### Kop

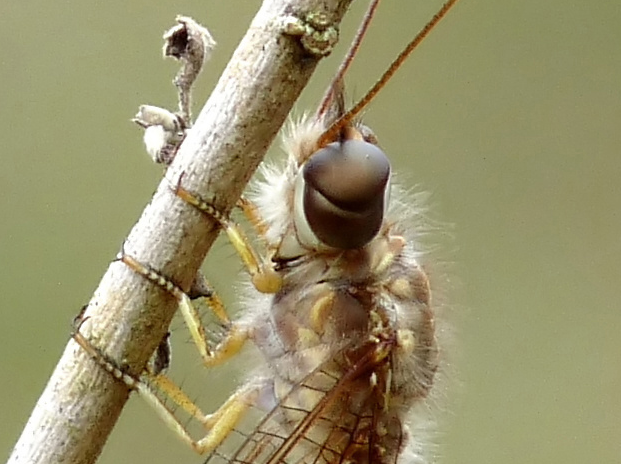
Detail van de kop van Ascalaphus sinister, de rand door de ogen is duidelijk te zien.

De antennes zijn erg lang, bijna net zo lang als het lichaam zelf. De antennes zijn ook zeer dun, dit antennetype wordt wel filiform (draadvormig) genoemd. Aan het uiteinde van de antenne is een knotsvormige verdikking aanwezig. Bij sommige soorten valt het antenne-uiteinde goed op vanwege een afwijkende kleur. De soort Albardia furcata is een uitzondering, deze soort is de enige uit de onderfamilie Albardiinae en heeft vrij korte antennes met een relatief groot knotsvormig uiteinde. De antennes spelen een belangrijke rol bij het waarnemen van soortgenoten.
De facetogen van vlinderhaften zijn relatief groot en rond en bestaan uit kleine deeloogjes ( ommatidiën). Bij de meeste vlinderhaften hebben de ogen een gekromde, op een rimpel gelijkende rand dwars door het oog zodat het oog in tweeën wordt verdeeld. De enige uitzonderingen zijn de soorten uit de onderfamilie Haplogeniinae en de enige soort uit de onderfamilie Albardiinae. Veel insecten waaronder ook veel netvleugeligen waartoe de vlinderhaften behoren, hebben drie kleine oogjes (ocelli) boven op de kop. Bij de vlinderhaften ontbreken deze altijd.
Vlinderhaften kunnen ultraviolet licht waarnemen en anticiperen hierop.

### Borststuk

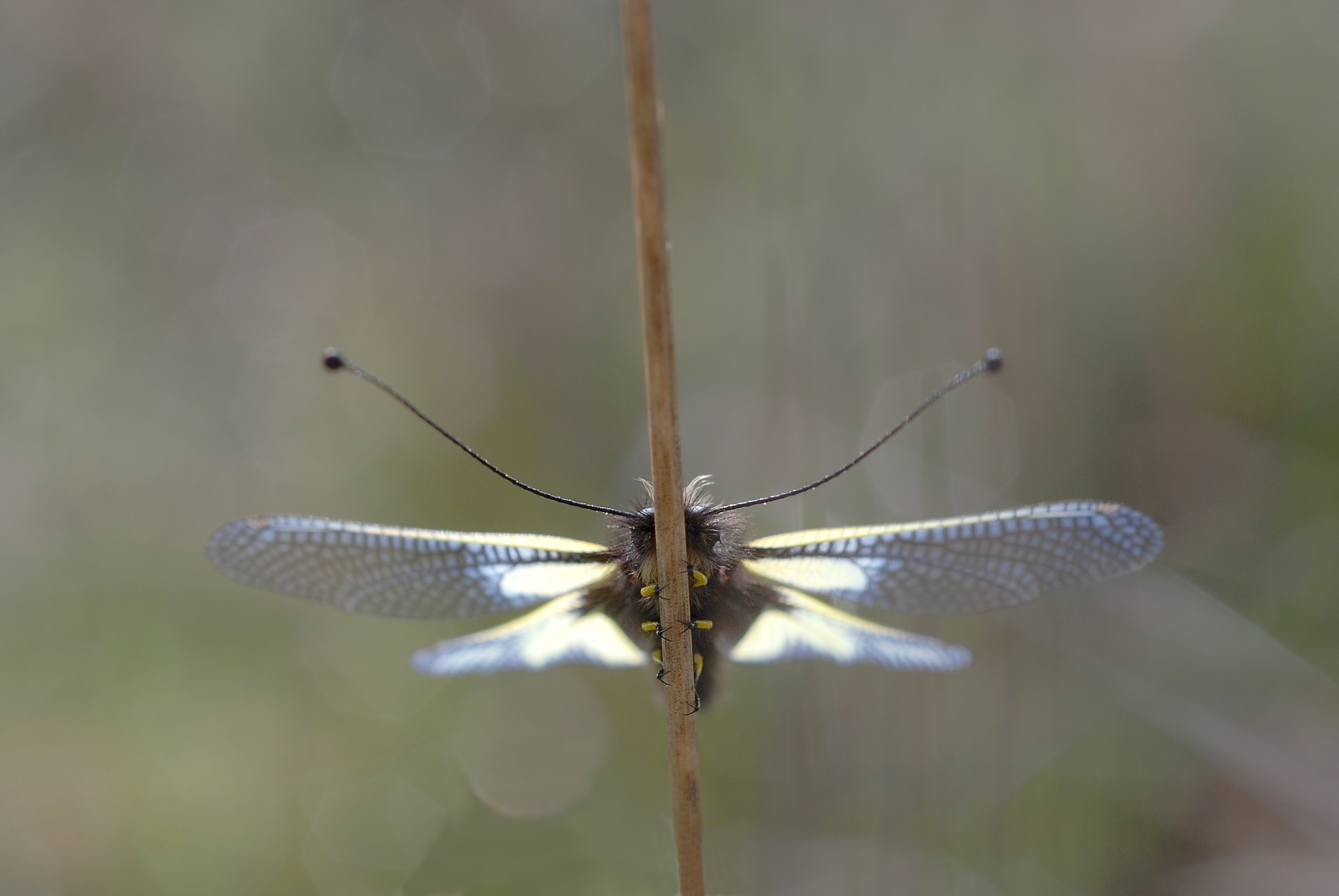
Het borststuk draagt de poten en de vleugels.

Het borststuk draagt de poten aan de onderzijde en de vleugels aan de bovenzijde. Het borststuk is sterk behaard, aan de bovenzijde wordt het beschermd door een verharde plaat.
De poten zijn relatief kort en dik, en sterk behaard. De poten zijn voorzien van kleine uitsteekseltjes die de sporen worden genoemd. Aan de scheen (tibia) zijn vergrote sporen aanwezig. Aan het uiteinde van de poten zijn de tarci aanwezig, dit zijn kleine klauwtjes die dienen om zich vast te hechten. De tarsi van de vlinderhaften zijn zeer krachtig.
De vleugels zijn meestal doorzichtig, vooral bij nachtactieve soorten. Dagactieve soorten hebben soms gekleurde vleugels, vaak komen gele en bruine kleuren voor. In westelijk Europa zijn veel dagactieve soorten voorzien van karakteristieke, zwavelgele kleuren. De vleugels zijn nooit helemaal gekleurd maar vooral aan de vleugelbasis of juist de vleugelpunt. De kleuren worden veroorzaakt door kleine haartjes, en niet door schubben zoals bij vlinders het geval is. De voorvleugel is altijd langer en smaller dan de achtervleugel. Iedere vleugel draagt een gekleurde cel aan de buitenrand, deze vlek wordt het pterostigma genoemd. Het pterostigma is wat zwaarder dan de omliggende vleugelcellen en dient als balans; het vervult een rol bij het vliegen. Vlak bij het pterostigma is de hypostigmatische cel gelegen, dit is een wat langere vleugelcel. In vergelijking met andere netvleugeligen is het hypostigma echter relatief kort. Net als de meeste netvleugeligen zijn de vleugeladers dik en zijn de aders gevorkt aan de rand van de vleugel.
In de rustpositie worden de voorvleugels over de achtervleugels gebracht aan de bovenzijde van het achterlijf. Het achterlijf wordt zo beschermd door de vleugels. De achtervleugels van een vlinderhaft worden in rust slechts op de rugzijde gebracht en worden niet gevouwen. Soorten die overdag actief zijn spreiden hun voorvleugels in rust om te zonnebaden. Hierdoor wordt het lichaam opgewarmd en kunnen de insecten sneller vliegen.
De meeste netvleugeligen zijn aan te merken als zeer slechte vliegers. Ze maken onregelmatige fladderbewegingen en bewegen zich daarbij vrij langzaam, waardoor ze gemakkelijk uit de lucht kunnen worden geplukt. Vrijwel alle netvleugeligen zijn daarnaast niet in staat om snelle manoeuvres uit te voeren om bijvoorbeeld prooien te grijpen.

### Achterlijf

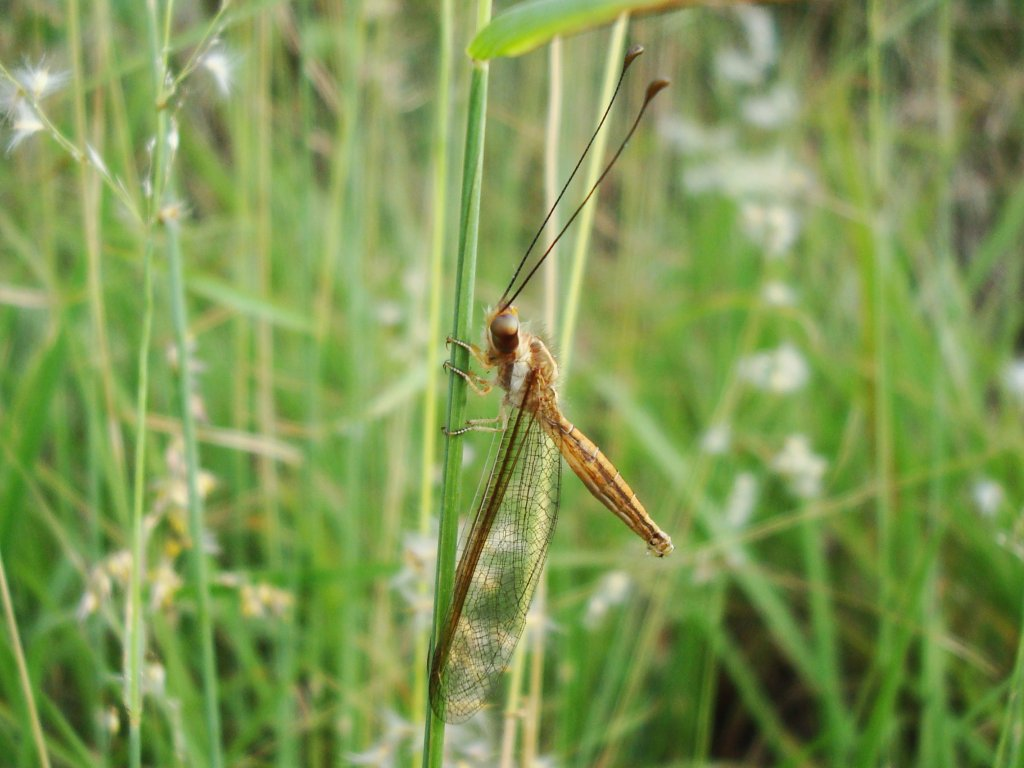
Het achterlijf wordt in rust schuin gehouden zodat het dier lijkt op een takje, afgebeeld is een onbekende soort in Bangalore, India.

Het achterlijf is groot en het is rond en langwerpig van vorm. Het achterlijf van de vrouwtjes is vaak dikker, zeker als ze eitjes dragen. Het achterlijf is duidelijk gesegmenteerd, ieder segment heet een buikplaat of sterniet aan de onderzijde en een rugplaat of tergiet aan de bovenzijde. Het achterlijf is relatief zacht en buigzaam. Bij de mannetjes is op de eerste, tweede of derde tergiet een uitsteeksel aanwezig, dat zowel enkelvoudig als gevorkt kan zijn. Bij de vrouwtjes ontbreken dergelijke structuren altijd. De achterlijfspunt is het laatste lichaamssegment, hier zijn de geslachtsorganen gelegen. Bij mannetjes van een aantal soorten is de achterlijfspunt voorzien van twee kleine achterlijfsaanhangsels, de cerci. Bij de vrouwtjes ontbreken deze structuren.
Veel soorten vertonen een karakteristieke lichaamshouding in de rustpositie, het achterlijf wordt hierbij schuin omhoog gehouden. Dit doet enigszins denken aan de obeliskhouding die veel libellen vertonen als ze zich in de volle zon bevinden. De vleugels worden hierbij tegen de ondergrond gehouden, de vlinderhaft lijkt hierdoor enigszins op een takje.

### Onderscheid met andere insecten
Vlinderhaften zijn van alle vlinders te onderscheiden doordat ze vaak doorzichtige vleugels hebben. Vlinders hebben vrijwel altijd geheel gekleurde vleugels, waarbij de vleugels gepigmenteerde schubben dragen. Daarnaast hebben alle vlinderhaften zeer lange antennes en relatief grote ogen. Vlinderhaften hebben nooit een roltong of proboscis zoals vlinders. Van libellen zijn de vlinderhaften eenvoudig te onderscheiden omdat libellen borstelachtige antennes hebben die zeer klein zijn. De lange antennes van vlinderhaften vallen juist goed op. Daarnaast houden libellen hun vleugels gespreid in rust en hebben ze nooit een gespleten oog zoals de meeste vlinderhaften.
Gaasvliegen zijn aanmerkelijk kleiner dan de vlinderhaften en hebben altijd kraalachtige, ronde ogen die nooit gedeeld zijn. De vleugels worden in rust altijd boven het achterlijf gevouwen.
Van de haften (orde Ephemeroptera) zijn vlinderhaften het gemakkelijkst te onderscheiden. Haften hebben altijd langwerpige, draadachtige achterlijfsaanhangsels die bij de vlinderhaften ontbreken. Haften hebben ook zeer korte antennes en kleine, ongedeelde ogen.

## Voortplanting en ontwikkeling

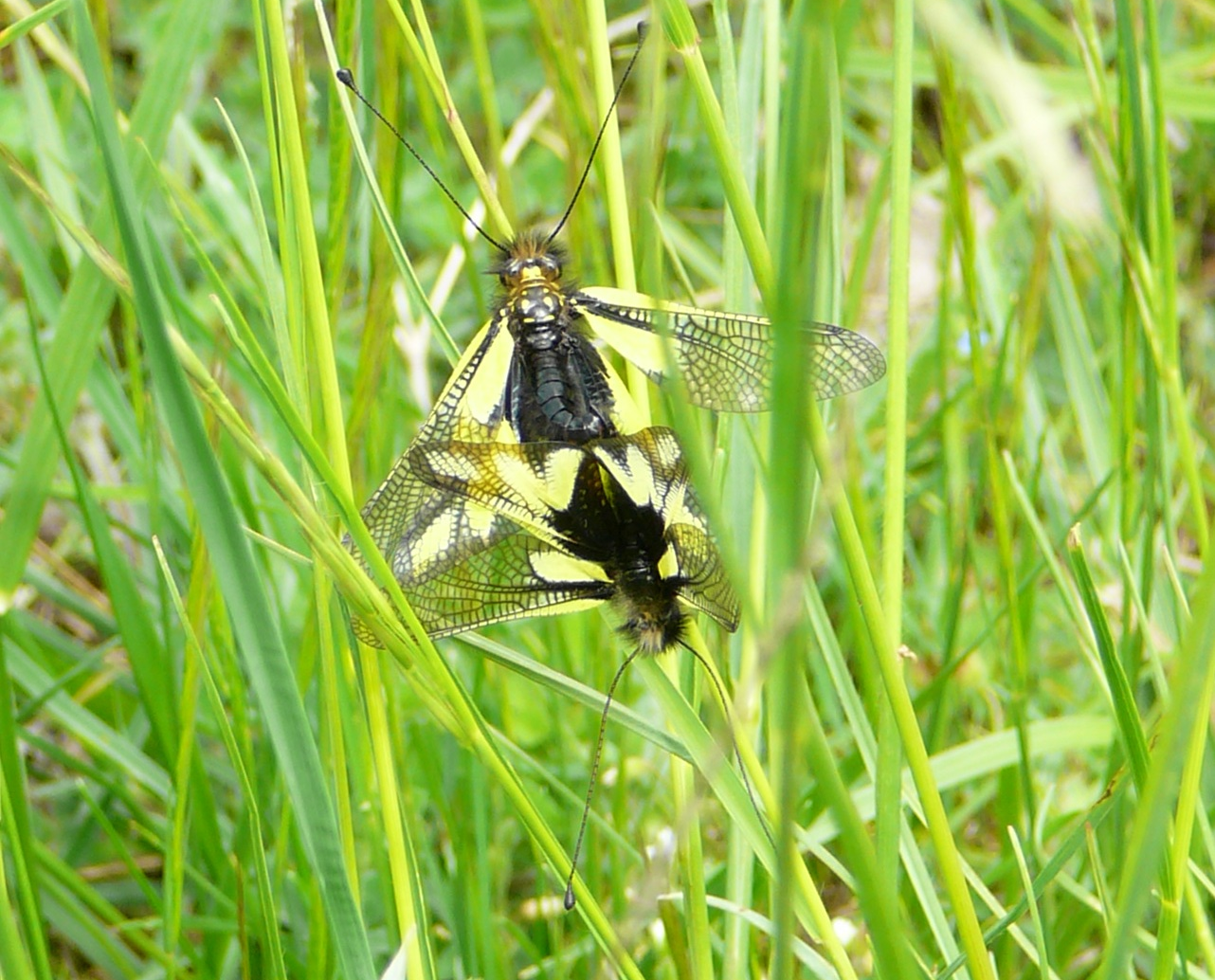
Paring van de soort Libelloides coccajus.

Vlinderhaften zijn vaak 's nachts actief, maar er zijn wel uitzonderingen. Alle soorten zijn goede vliegers, alle belangrijke levensstadia van de volwassen exemplaren vinden plaats terwijl ze vliegen. Zowel het vangen van een prooi als het opeten van de prooi vinden al vliegend plaats. Zelfs de paring vindt plaats in de lucht.
Sommige soorten vlinderhaften vormen groepen, ze komen in grote aantallen bij elkaar op planten. De verschillende individuen verplaatsen zich van groep naar groep maar vertonen een voorkeur voor een bepaalde groep. Dergelijk gedrag is binnen de insecten vooral bekend van sommige vlinders, kevers en wantsen maar niet van carnivore roofinsecten zoals de vlinderhaften. Groepsvorming dient binnen de insecten om de predatiedruk te verlagen of om waterverlies te beperken, de reden van de groepsvorming van de vlinderhaften is echter niet precies bekend. De meeste roofinsecten gaan elkaar juist uit de weg. Naast het vormen van groepen op planten is ook zwermgedrag bekend.
Vlinderhaften planten zich voort in de lente en zomer, de mannetjes en vrouwtjes paren al vliegend. Van soorten uit het geslacht Haploglenius waargenomen dat ze een soort baltsgedrag vertonen. Ze laten een flapachtig uitsteeksel aan het achterlijf afwisselend op- en neer bewegen waardoor een lichtere vlek aan het achterlijf als een soort morse-apparaat kan worden gebruikt om visueel te communiceren.

### Ei

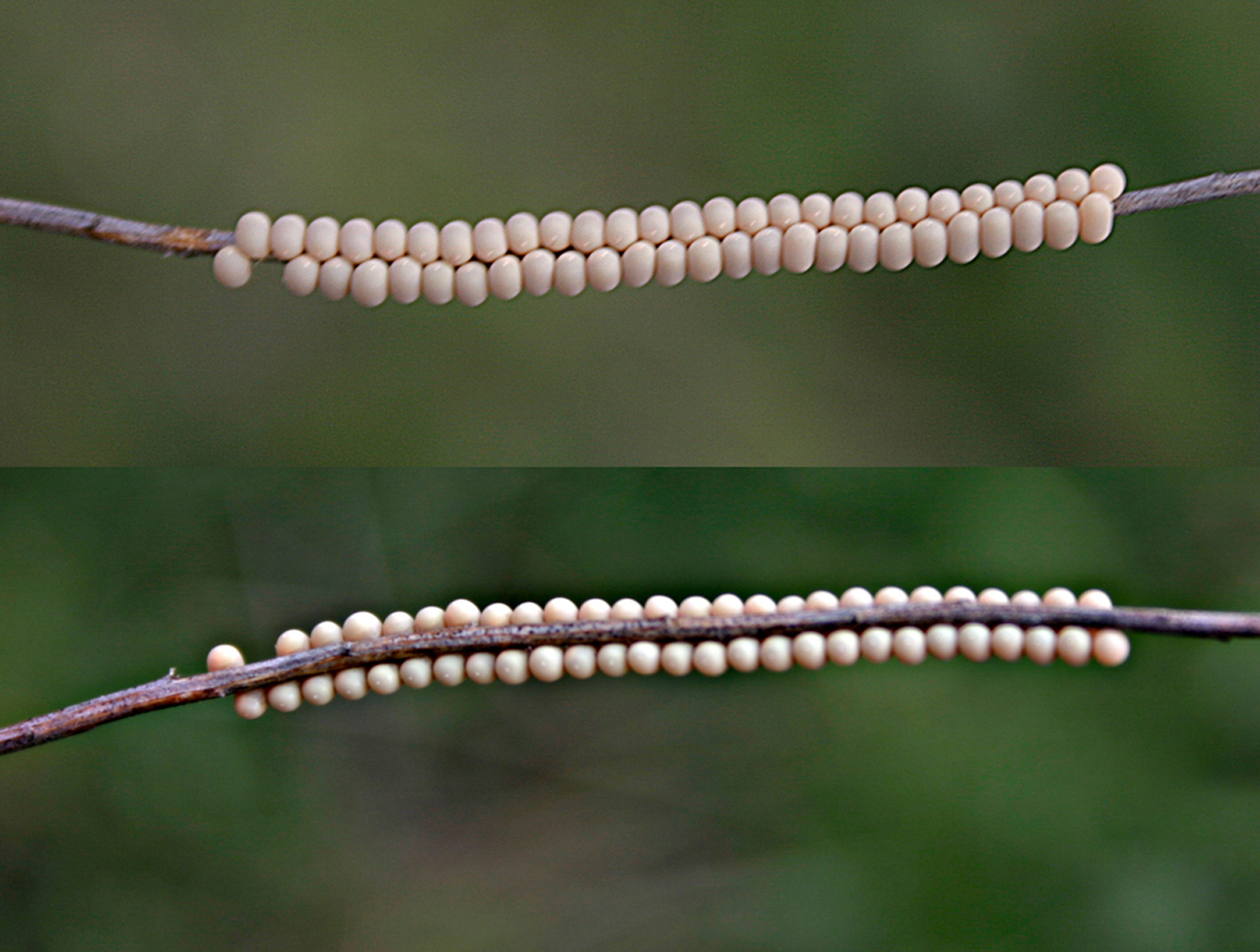
Eieren van een vlinderhaft.

De vrouwtjes zetten vaak op meerdere planten een legsel af, het totale aantal bestaat uit enkele tientallen tot ongeveer 100 eieren. Van vlinderhaften is bekend dat de vrouwtjes niet alleen bevruchte eitjes afzetten maar ook onbevruchte eitjes produceren. Deze onbevruchte eieren worden wel repagula genoemd en dienen om roofdieren van voedsel te voorzien zodat ze de bevruchte eieren met rust laten. Vrouwtjes van soorten uit het geslacht Ululodes zetten rijen eieren af waarbij de eerste en laatste eieren van de rij onbevrucht zijn en tevens bedekt zijn met een stof die mieren op afstand houdt. Van sommige soorten is bekend dat de larven die uit het ei kruipen zich eerst te goed doen aan de onbevruchte eieren voordat ze zich verspreiden. Dergelijke eieren dienen als voedselei.
De eieren zijn ovaal van vorm en hebben een harde schaal. De eieren hebben meestal een doorsnede van twee tot drie millimeter. Ze worden afgezet onder stenen of op planten. De eieren zijn nooit gesteeld zoals voorkomt bij andere netvleugeligen. De meeste vlinderhaften zetten de eieren af op stengels van planten zoals grassprieten. De eieren worden in de regel in twee rijen afgezet en hieraan is het legsel van een vlinderhaft vaak als zodanig te herkennen.

### Larve

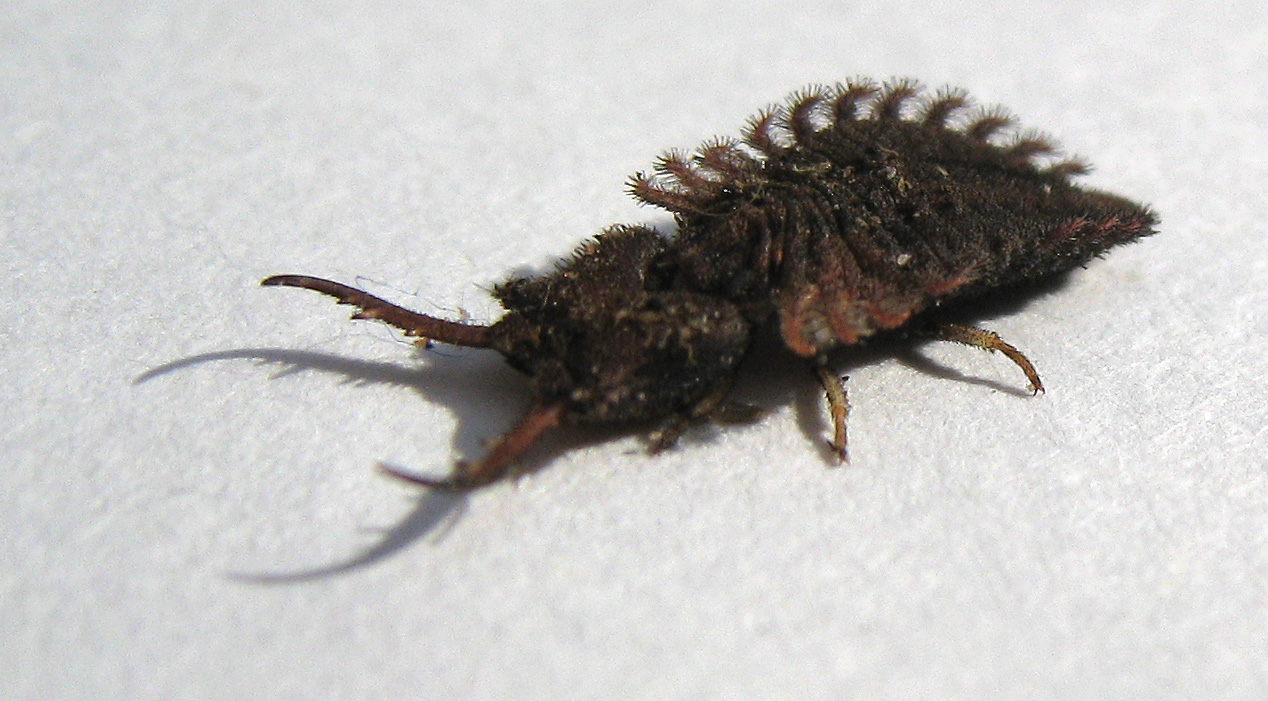
Larve van een soort uit het geslacht Suhpalacsa.

De larven zijn klein en rond van vorm, ze lijken totaal niet op de volwassen imago's. De larven hebben van bovenaf bezien een eironde lichaamsvorm, ze hebben echter een sterk afgeplat lichaam. Aan de kop zijn twee lange cheliceren of kaken aanwezig, die langer zijn dan de kop zelf. Aan de binnenzijde van de kaken zijn rijen kleine tandjes aanwezig, evenals enkele vergrote tanden aan de binnenzijde van de kaken. Het aantal tanden kan verschillen maar het is er altijd meer dan een. De kaken kunnen bij sommige soorten in een hoek tot 270° omhoog worden gebracht.
De larven zijn behaard en lijken sterk op de larven van mierenleeuwen. Ze maken echter geen valkuiltjes om over de bodem lopende insecten te vangen zoals de larven van mierenleeuwen. De larven van vlinderhaften zijn te onderscheiden doordat op ieder lichaamssegment aan weerszijden een vinger-achtig uitsteeksel aanwezig is dat naar buiten wijst. Deze uitsteeksels dienen om substraatdeeltjes vast te houden zodat de larve beter is gecamoufleerd. De larven van vlinderhaften hebben daarnaast altijd schutkleuren om zich aan het oog van vijanden te onttrekken.
De larven blijven vaak enige dagen bij elkaar voordat ze zich verspreiden, ze blijven dan bij de eiomhulsels in de buurt. De larven kennen drie larvale stadia, die de instars worden genoemd. De stadia wisselen elkaar af door een vervelling. De larve werpt hierbij zijn oude huid af waarna een grotere larve in een nieuwe huid tevoorschijn komt. Het eerste instar is enkele millimeters lang, het tweede instar rond de vijf mm en het derde en laatste instar is ongeveer een centimeter lang.

### Pop en imago
Aan het eind van het laatste larvale stadium vindt de verpopping plaats. Hierbij transformeert de ronde en platte larve naar een langwerpige maar rolronde vlinderhaft. De pop ontwikkelt zich altijd op de bodem tussen bladeren of stenen. De larve maakt eerst een coconnetje van substraatdeeltjes en spint hierin een zijden cocon. In deze cocon vindt uiteindelijk de verpopping plaats. Het kan afhankelijk van de soort weken tot maanden duren eer de pop uitsluipt.
De volwassen vlinderhaft wordt wel de imago genoemd en alleen de imagines of volwassen dieren hebben vleugels. De volwassen vlinderhaft leeft hooguit enkele weken tot maanden.

## Voedsel

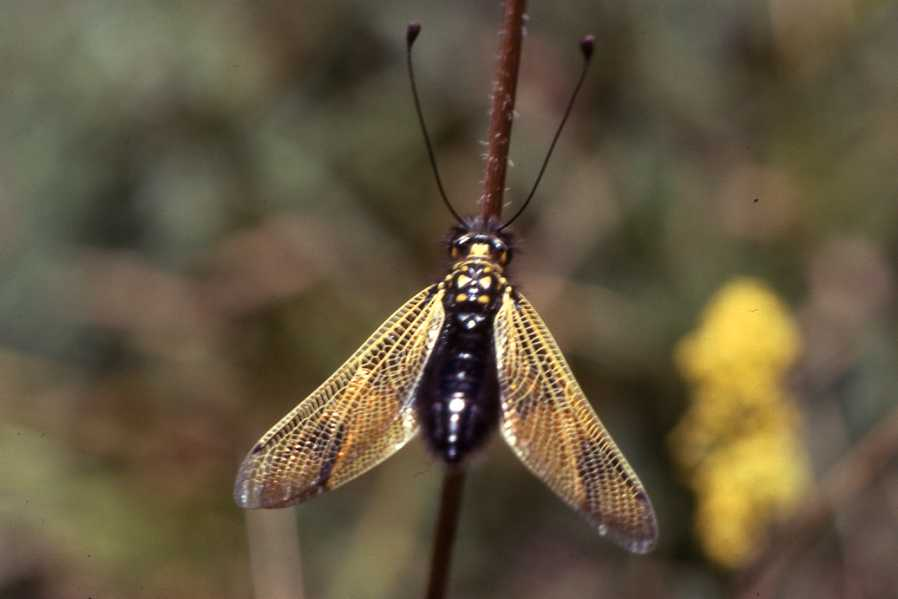
Libelloides longocornis uit zuidelijk Europa.

Vlinderhaften jagen op andere vliegende insecten die in de vlucht worden gegrepen. De buitgemaakte prooi wordt vervolgens al vliegend opgegeten. Van alle insecten zijn alleen de libellen in staat om prooien te grijpen en op te eten terwijl ze vliegen. Andere roofinsecten die prooien al vliegend buitmaken landen eerst op een rustig plekje om de prooi op te eten. Een voorbeeld van een dergelijke groep zijn de roofvliegen (Asilidae), die tot de tweevleugeligen behoren.
Sommige soorten zijn overdag actief om te jagen, veel tropische soorten echter zijn schemer- of nachtactief, zij komen vaak af op kunstmatig licht.
Ook de larven zijn rovers die op andere dieren jagen. Ze gebruiken hun lange, wijd openstaande kaken om prooidieren te vangen. Van sommige soorten is bekend dat de larven in groepen jagen. De larven foerageren niet actief, daar zijn ze te langzaam voor. Ze zijn opportunistisch en wachten af tot een prooi in de buurt komt. Sommige soorten zijn op planten en bomen te vinden en door hun goede camouflage zijn ze nagenoeg onzichtbaar als ze op boomschors zitten. Als de prooi te dichtbij komt en de kaken aanraakt klappen deze dicht en wordt de prooi buitgemaakt. De larven kunnen prooien aan die veel groter zijn dan zijzelf.
Vlinderhaften worden gezien als nuttige insecten omdat ze vele vliegende insecten eten die op planten leven.

## Vijanden en verdediging
Vijanden van vlinderhaften zijn voornamelijk vogels en andere insecteneters. De larven vallen ten prooi aan allerlei bodembewonende roofdieren.
Vlinderhaften kennen verschillende vormen van verdediging, de belangrijkste vorm is het simpelweg wegvluchten bij gevaar door op te vliegen en even verderop weer neer te strijken. Als ze direct worden bedreigd door een vijand wordt een muskus-achtige geurstof afgescheiden die dient om af te schrikken. Vlinderhaften zijn ondanks de soms felle kleuren nooit giftig, ze kunnen ook niet bijten of steken. De monddelen zijn te klein om de mensenhuid te doorboren. Door de gele en zwarte kleuren van sommige soorten en de onregelmatige maar snelle vlucht kunnen ze verward worden met limonadewespen.
De larven kunnen zich niet verdedigen tegen predatoren, ondanks de lange kaken. Ze zijn echter onopvallend en houden zich schuil onder stenen en onder boomschors. Van veel soorten is bekend dat de larven leven in omgevingen met kleine stukjes hout of zandkorrels. Deze blijven aan het dicht behaarde lichaam plakken waardoor de larve vaak bedekt is met substraatdeeltjes en moeilijk te zien is. Een dergelijke vorm van camouflage wordt ook gebruikt door de larven van de verwante mierenleeuwen. De larven van vlinderhaften hebben langwerpige, gekromde uitsteeksels aan de bovenzijde van het lichaam die dergelijke deeltjes nog beter kunnen vasthouden.

## Indeling en taxonomie

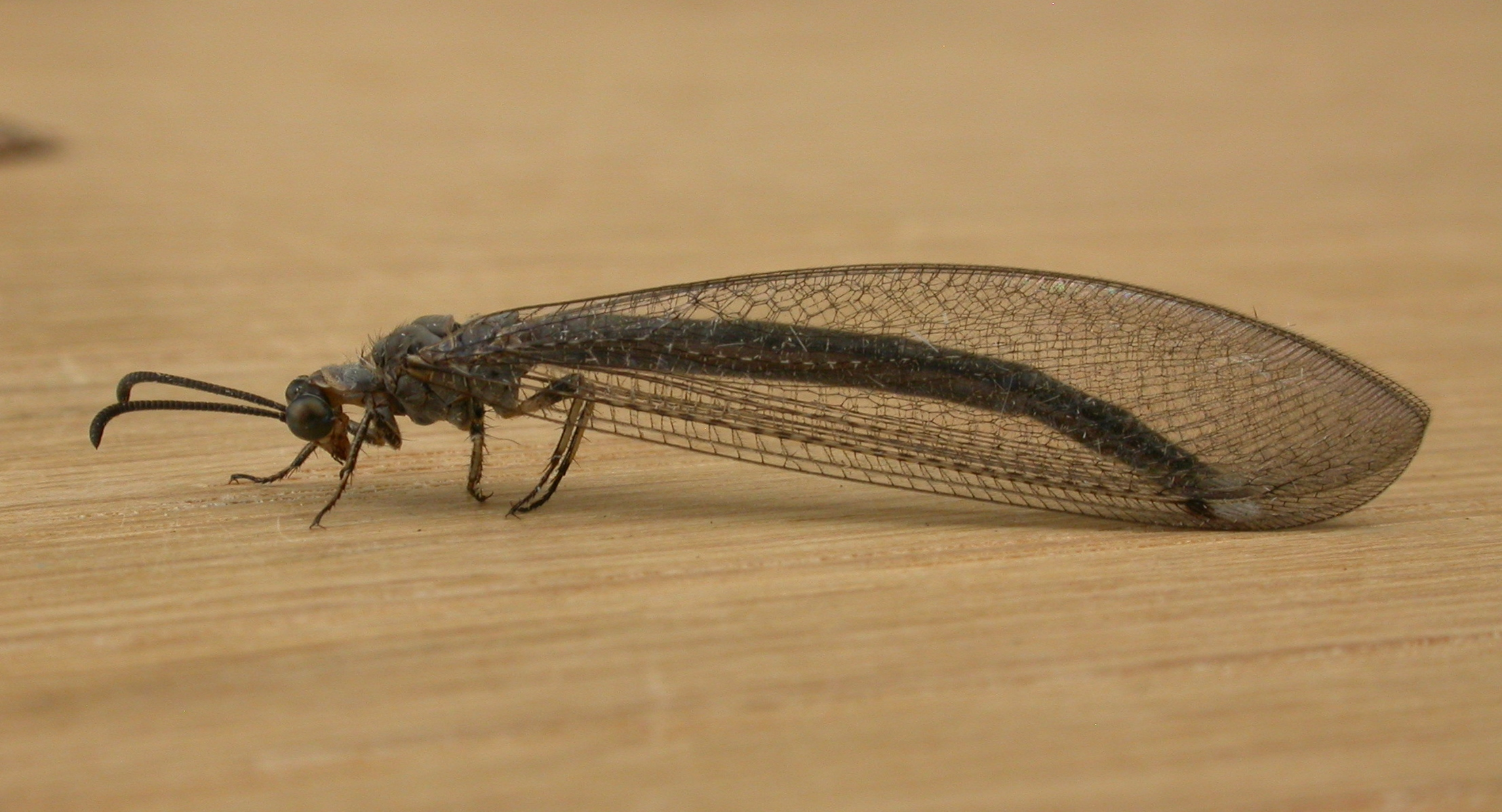
Vlinderhaften zijn sterker verwant aan de mierenleeuwen (afgebeeld is Myrmeleon acer) dan aan andere netvleugeligen.

Vlinderhaften behoren tot de gevleugelde insecten (onderklasse Pterygota) met een volledige gedaanteverwisseling (superorde Endopterygota). Vlinderhaften behoren verder tot de netvleugeligen (Neuroptera), een groep van insecten die grote vleugels bezitten met een duidelijke vleugeladering waaraan de naam te danken is. Binnen de netvleugeligen worden de vlinderhaften verder verdeeld in de mierenleeuwachtigen en ze zijn dus verwant aan de mierenleeuwen (Myrmeleontidae). Desondanks werd de groep vanwege de gelijkenis van een aantal soorten met sommige vlinders tot de vlinders (Lepidoptera) gerekend.
De groep werd voor het eerst wetenschappelijk beschreven door Jules Pierre Rambur in 1842. Veel soorten die behoren tot de vlinderhaften zijn voor het eerst wetenschappelijk beschreven door de Nederlandse natuuronderzoeker Herman Willem Van der Weele (1879 - 1910). Van der Weele beschreef bijna 20 procent van alle soorten uit de onderfamilie Haplogleniinae. Het onderzoek naar de netvleugeligen van Van der Weele werd door de Spaanse entomoloog Longinos Navás geëerd toen hij in 1909 de soort Idricerus weelei beschreef. De wetenschappelijke soortnaam weelei is vernoemd naar Van der Weele.
Er zijn wereldwijd ongeveer 430 verschillende soorten vlinderhaften. Daarnaast zijn er enkele uitgestorven soorten bekend, zoals Ascaloptynx oligocenica. De vlinderhaften zijn relatief gezien een kleine familie vergeleken met de bekendere groepen van de netvleugeligen -zoals de gaasvliegen (1200 soorten) en de mierenleeuwen (2000 soorten).
Er zijn drie onderfamilies, de Ascalaphinae is de grootste onderfamilie met ongeveer 340 soorten. De onderfamilie Haplogleniinae telt 95 verschillende soorten en is de op een na grootste groep. De derde onderfamilie ten slotte, Albardiinae, wordt slechts vertegenwoordigd door een enkele soort; Albardia furcata. Deze laatste soort komt alleen voor in Brazilië en heeft duidelijk kortere antennes en geen rand op de ogen. De Haplogleniinae hebben geen rand door het oog maar ze hebben wel lange antennes. De onderfamilie Ascalaphinae is de grootste groep, alle vertegenwoordigers hebben lange antennes en hebben een rand door de ogen. Uit onderzoek blijkt dat de Haplogleniinae parafyletisch zijn, de vertegenwoordigers van deze onderfamilie stammen af van de Ascalaphinae. Ook blijkt dat de monotypische onderfamilie Albardiinae een zeer primitieve groep is. Ten slotte weet men tegenwoordig dat alle vlinderhaften sterk verwant zijn aan de Stilbopteryginae, dit is een onderfamilie van de familie mierenleeuwen (Myrmeleontidae).
Omdat deze twee groepen zo sterk aan elkaar verwant zijn wordt ook wel geopperd om de familie Stilbopterygidae te gebruiken, waar de onderfamilie Albardiinae dan onder valt. De Stilbopterygidae zou dan een zustergroep worden van de mierenleeuwen en de vlinderhaften.
| Onderfamilies van vlinderhaften | Onderfamilies van vlinderhaften | Onderfamilies van vlinderhaften         | Onderfamilies van vlinderhaften                |
| ------------------------------- | ------------------------------- | --------------------------------------- | ---------------------------------------------- |
| Naam                            | Soorten                         | Verspreiding                            | Kenmerken                                      |
| Albardiinae Weele, 1908         | 1 Soort                         | Brazilië                                | Korte voelsprieten, geen rand door de ogen.    |
| Ascalaphinae Rambur, 1842       | Ongeveer 335 soorten            | Wereldwijd                              | Lange voelsprieten, geen rand door de ogen.    |
| Haplogleniinae Newman, 1853     | Ongeveer 95 soorten             | Wereldwijd, behalve Europa en Australië | Lange voelsprieten, wel een rand door de ogen. |